# Angel Air
Angel Air Records is een Brits onafhankelijk platenlabel. Het is opgericht in 1997 en is gevestigd in Stowmarket, Suffolk, Engeland.
Het label besteedt aandacht aan de randen van de popmuziek, waarbij muziekalbums die in de vergetelheid dreigen te raken opnieuw worden uitgegeven. Daarbij lopen de musici slechts een beperkt risico; bij verlies neemt Angel Air Records dat voor haar rekening. Anno 2009 zijn er circa 250 (her)uitgaven van onder meer Bo Diddley, Mott the Hoople, Stackridge, Gillan, Maggie Bell, Jay Aston, Go West, Mike Hurst, Medicine Head, Beau, Atomic Rooster, Gary Husband, RMS, Sailor, The Look, Mo Foster and The British Blues Quintet.

## Behandelde albums
- Angel Air 151: Mo Foster: Bel Assis
- Angel Air 163: Mo Foster: Southern Reunion
- Angel Air 261: Mo Foster: Time to think
- Angel Air 286: Fire: The Magic Shoemaker Live